# Coppa di Serbia 2021-2022 (pallavolo maschile)
La Coppa di Serbia 2021-2022, 16ª edizione della coppa nazionale di pallavolo maschile, si è svolta dal 19 ottobre 2021 al 6 marzo 2022: al torneo hanno partecipato sedici squadre di club serbe e la vittoria finale è andata per la prima volta al Partizan.

## Regolamento
La formula ha previsto:
- Ottavi di finale, giocati in gara unica.
- Quarti di finale e semifinali, giocati con gara di andata e ritorno.
- Finale, giocata in gara unica.

## Squadre partecipanti
| - Borac Paraćin - Borac Starčevo - Jedinstvo Stara Pazova - Karađorđe - Kosovska Mitrovica - Mladi Radnik - Niš - Novi Pazar | - Partizan - Radnički Kragujevac - Ribnica - Spartak Ljig - Spartak Subotica - Stella Rossa - Takovo - Vojvodina |

## Torneo

### Tabellone
|  | Ottavi di finale       | Ottavi di finale |  |  | Quarti di finale    | Quarti di finale | Quarti di finale |   |   | Semifinali   | Semifinali | Semifinali   |   |  | Finale | Finale |  |
|  |                        |                  |  |  |                     |                  |                  |   |   |              |            |              |   |  |        |        |  |
|  | Partizan               | 3                |  |  |                     |                  |                  |   |   |              |            |              |   |  |        |        |  |
|  | Takovo                 | 1                |  |  | Partizan            | 3                | 3                |   |   |              |            |              |   |  |        |        |  |
|  | Radnički Kragujevac    | 3                |  |  | Radnički Kragujevac | 2                | 1                |   |   |              |            |              |   |  |        |        |  |
|  | Kosovska Mitrovica     | 0                |  |  |                     |                  |                  |   |   | Partizan     | 3          | 0            |   |  |        |        |  |
|  | Spartak Subotica       | 3                |  |  |                     |                  | Vojvodina        | 0 | 3 |              |            |              |   |  |        |        |  |
|  | Jedinstvo Stara Pazova | 2                |  |  | Spartak Subotica    | 1                | 0                |   |   |              |            |              |   |  |        |        |  |
|  | Vojvodina              | 3                |  |  | Vojvodina           | 3                | 3                |   |   |              |            |              |   |  |        |        |  |
|  | Spartak Ljig           | 0                |  |  |                     |                  |                  |   |   | Partizan     | 3          |              |   |  |        |        |  |
|  | Mladi Radnik           | 3                |  |  |                     |                  |                  |   |   |              |            | Mladi Radnik | 1 |  |        |        |  |
|  | Borac Starčevo         | 1                |  |  | Mladi Radnik        | 3                | 1                |   |   |              |            |              |   |  |        |        |  |
|  | Ribnica                | 3                |  |  | Ribnica             | 0                | 3                |   |   |              |            |              |   |  |        |        |  |
|  | Novi Pazar             | 1                |  |  |                     |                  |                  |   |   | Mladi Radnik | 1          | 3            |   |  |        |        |  |
|  | Stella Rossa           | 3                |  |  |                     |                  | Stella Rossa     | 3 | 1 |              |            |              |   |  |        |        |  |
|  | Borac Paraćin          | 0                |  |  | Stella Rossa        | 3                | 3                |   |   |              |            |              |   |  |        |        |  |
|  | Niš                    | 3                |  |  | Niš                 | 0                | 0                |   |   |              |            |              |   |  |        |        |  |
|  | Karađorđe              | 1                |  |  |                     |                  |                  |   |   |              |            |              |   |  |        |        |  |

### Risultati

#### Ottavi di finale
| 19 ottobre 2021 Sportski centar Master, Belgrado Durata: 1h:41 - Spettatori: 100    | Partizan            | 3 - 1 | Takovo                 | 25-23, 25-18, 18-25, 25-22      |
| 19 ottobre 2021 Sportski centar Požarevac, Požarevac Durata: 1h:34 - Spettatori: ?  | Mladi Radnik        | 3 - 1 | Borac Starčevo         | 25-23, 25-9, 22-25, 25-17       |
| 19 ottobre 2021 SPC Vojvodina, Novi Sad Durata: 1h:09 - Spettatori: 100             | Vojvodina           | 3 - 0 | Spartak Ljig           | 25-10, 25-16, 27-25             |
| 19 ottobre 2021 Hala sportova, Kraljevo Durata: 1h:26 - Spettatori: ?               | Ribnica             | 3 - 1 | Novi Pazar             | 25-22, 24-26, 25-16, 25-20      |
| 19 ottobre 2021 Sportski centar Voždovac, Belgrado Durata: 0h:59 - Spettatori: ?    | Stella Rossa        | 3 - 0 | Borac Paraćin          | 25-17, 25-9, 25-15              |
| 19 ottobre 2021 Sportski centar Čair, Niš Durata: 1h:35 - Spettatori: ?             | Niš                 | 3 - 1 | Karađorđe              | 25-20, 22-25, 25-23, 25-21      |
| 20 ottobre 2021 Sportska hala Jezero, Kragujevac Durata: 0h:47 - Spettatori: ?      | Radnički Kragujevac | 3 - 0 | Kosovska Mitrovica     | 25-13, 25-7, 25-15              |
| 20 ottobre 2021 Hala Sportova Dudova Šuma, Subotica Durata: 1h:43 - Spettatori: 100 | Spartak Subotica    | 3 - 2 | Jedinstvo Stara Pazova | 5-25, 20-25, 25-19, 25-19, 15-8 |

#### Quarti di finale

##### Andata
| 27 ottobre 2021 Sportski centar Voždovac, Belgrado Durata: 0h:58 - Spettatori: ?     | Stella Rossa     | 3 - 0 | Niš                 | 25-9, 25-20, 25-17                |
| 27 ottobre 2021 Sportski centar Požarevac, Požarevac Durata: 1h:19 - Spettatori: 100 | Mladi Radnik     | 3 - 0 | Ribnica             | 27-25, 25-23, 25-17               |
| 27 ottobre 2021 Hala Sportova Dudova Šuma, Subotica Durata: 1h:37 - Spettatori: 150  | Spartak Subotica | 1 - 3 | Vojvodina           | 18-25, 25-21, 24-26, 21-25        |
| 2 novembre 2021 Sportski centar Master, Belgrado Durata: 1h:59 - Spettatori: 100     | Partizan         | 3 - 2 | Radnički Kragujevac | 25-22, 29-31, 25-14, 23-25, 16-14 |

##### Ritorno
| 3 novembre 2021 Sportski centar Čair, Niš Durata: 1h:02 - Spettatori: 200      | Niš                 | 0 - 3 | Stella Rossa     | 18-25, 21-25, 21-25        |
| 2 novembre 2021 Hala sportova, Kraljevo Durata: 1h:36 - Spettatori: 150        | Ribnica             | 3 - 1 | Mladi Radnik     | 25-19, 23-25, 25-22, 25-13 |
| 3 novembre 2021 SPC Vojvodina, Novi Sad Durata: 1h:04 - Spettatori: 200        | Vojvodina           | 3 - 0 | Spartak Subotica | 25-17, 25-17, 25-15        |
| 9 novembre 2021 Sportska hala Jezero, Kragujevac Durata: 1h:44 - Spettatori: ? | Radnički Kragujevac | 1 - 3 | Partizan         | 22-25, 22-25, 25-23, 21-25 |

#### Semifinali

##### Andata
| 24 novembre 2021 Sportski centar Požarevac, Požarevac Durata: 1h:51 - Spettatori: 400 | Mladi Radnik | 1 - 3 | Stella Rossa | 22-25, 28-30, 29-27, 18-25 |
| 24 novembre 2021 Sportski centar Master, Belgrado Durata: ? - Spettatori: 150         | Partizan     | 3 - 0 | Vojvodina    | 25-22, 27-25, 25-15        |

##### Ritorno
| 7 dicembre 2021 Sportski centar Voždovac, Belgrado Durata: 2h:10 - Spettatori: 100 | Stella Rossa | 1 - 3 | Mladi Radnik | 22-25, 28-30, 29-27, 18-25 |
| 7 21 2021 SPC Vojvodina, Novi Sad Durata: 1h:27 - Spettatori: 700                  | Vojvodina    | 3 - 0 | Partizan     | 25-20, 25-22, 35-33        |

#### Finale
| 6 marzo 2022 Hala sportova, Lajkovac Durata: 1h:41 - Spettatori: 2 800 | Partizan | 3 - 1 | Mladi Radnik | 25-17, 23-25, 25-15, 25-22 |

## Statistiche
| Rendimento individuale | Rendimento individuale | Rendimento individuale | Rendimento individuale |
| Pos.                   | Nome                   | Punti                  | Squadra                |
| ---------------------- | ---------------------- | ---------------------- | ---------------------- |
| 1                      | Mladen Bojović         | 129                    | Mladi Radnik           |
| 2                      | Nathan Delguidice      | 109                    | Partizan               |
| 3                      | Lazar Marinović        | 91                     | Partizan               |
| 4                      | Nikola Meljanac        | 84                     | Stella Rossa           |
| 5                      | Milutin Nejić          | 70                     | Partizan               |
| 5                      | Radoslav Parapunov     | 70                     | Vojvodina              |

| Attacchi vincenti | Attacchi vincenti | Attacchi vincenti | Attacchi vincenti |
| Pos.              | Nome              | Punti             | Squadra           |
| ----------------- | ----------------- | ----------------- | ----------------- |
| 1                 | Mladen Bojović    | 108               | Mladi Radnik      |
| 2                 | Nathan Delguidice | 91                | Partizan          |
| 3                 | Lazar Marinović   | 79                | Partizan          |
| 4                 | Nikola Meljanac   | 71                | Stella Rossa      |
| 5                 | Milutin Nejić     | 66                | Partizan          |

| Muri vincenti | Muri vincenti   | Muri vincenti | Muri vincenti |
| Pos.          | Nome            | Punti         | Squadra       |
| ------------- | --------------- | ------------- | ------------- |
| 1             | Mamadou Mbengué | 19            | Mladi Radnik  |
| 2             | Novica Bjelica  | 17            | Partizan      |
| 3             | Alekša Polomac  | 16            | Mladi Radnik  |
| 4             | Nemanja Cubrilo | 15            | Vojvodina     |
| 5             | Stevan Simić    | 14            | Vojvodina     |

| Battute vincenti | Battute vincenti  | Battute vincenti | Battute vincenti |
| Pos.             | Nome              | Punti            | Squadra          |
| ---------------- | ----------------- | ---------------- | ---------------- |
| 1                | Mladen Bojović    | 12               | Mladi Radnik     |
| 2                | Nathan Delguidice | 9                | Partizan         |
| 2                | Nikola Meljanac   | 9                | Stella Rossa     |
| 4                | Aleksa Batak      | 8                | Mladi Radnik     |
| 4                | Luka Tadić        | 8                | Stella Rossa     |